# 新宿西口商店街

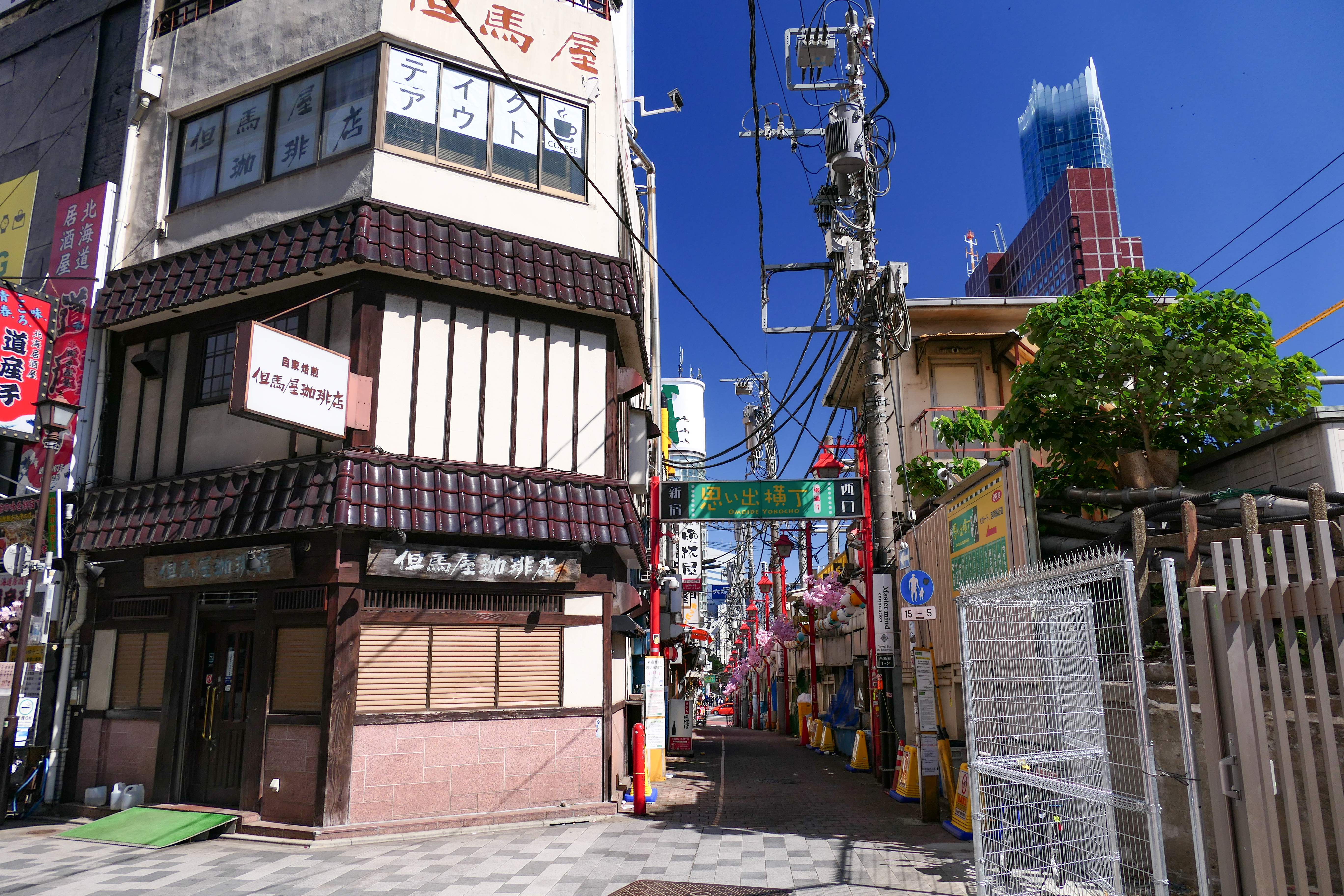
思い出横丁入口（2023年5月）

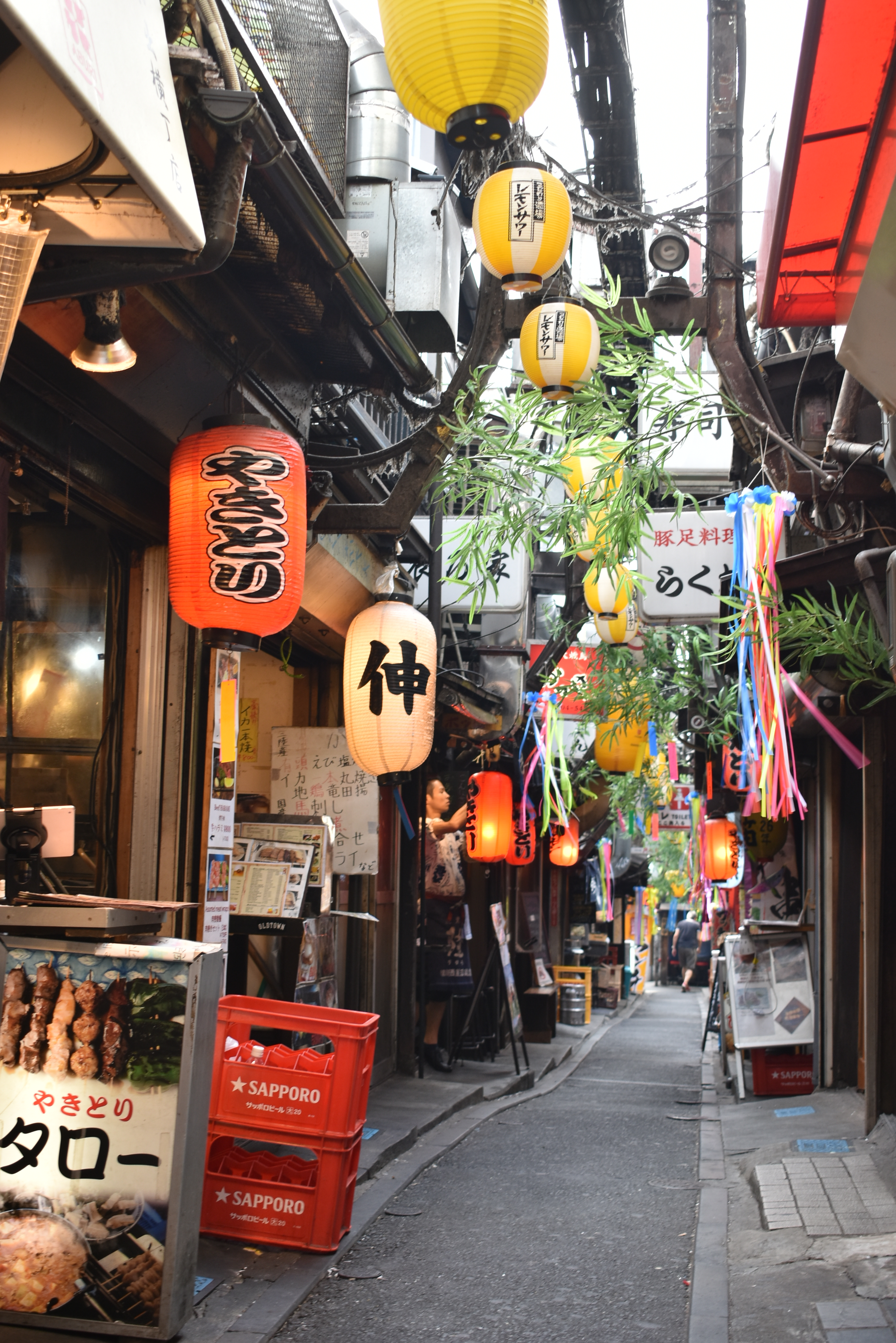
思い出横丁内部（2019年6月）

新宿西口商店街（しんじゅくにしぐちしょうてんがい）は、東京都新宿区西新宿1丁目（新宿駅西口）にある商店街である。別名として思い出横丁、やきとり横丁のほか、かつての俗称ションベン横丁が知られている。
空襲の跡がまだ生々しい1946年頃にできた闇市にそのルーツを持つ。かつては小田急百貨店新宿店まで広がり、300軒ほどの店舗が立ち並んでいたという。やきとり屋やもつ焼き屋などの居酒屋、金券ショップや定食屋が多い。中に入ると、昭和を思わせる小規模な飲食店が所狭しと並んでいる。
1999年11月24日には大きな火災が発生し、70店舗中28店舗が全半焼した。なお、「ションベン横丁」については大阪市の十三にも同名の俗称や同様のルーツを持つ商店街が存在しており、2014年3月7日には火災で36店舗が焼けたが、本商店街とは無関係である。